# Marc Fievet
Pour les articles homonymes, voir Fievet.
Marc Fievet, né le 21 septembre 1944 à Cambrai (Nord), est un aviseur des douanes françaises.

## Début de carrière
Il est « tour à tour routier international convoyant du fret en Irak, pilote en Afrique, skipper basé à Gibraltar où grouillent les trafiquants, parlant trois langues ».

## Infiltration puis détentions
Contacté par la Direction nationale du renseignement et des enquêtes douanières en 1988, il infiltre, pour le compte des autorités douanières françaises, un important réseau mafieux italien dirigé par Claudio Pasquale Locatelli, alias Mario de Madrid. Il est engagé sous le code « NS 55 ». Il permet d'importantes arrestations et saisies de cocaïne et de haschich.
Les autorités anglaises et canadiennes arraisonnent deux de ses bateaux, le Poseidon et le Pacifico. Il est alors incarcéré en 1994 en Espagne pour trafic de stupéfiants.
Trois ans plus tard, après un détour par l'Angleterre, c'est au tour du Canada de le condamner, cette fois à perpétuité. En effet, des agents français le convainquent de plaider coupable afin d'être transféré en France où il serait relaxé. Le 10 juillet 1998, il est effectivement transféré en France mais, le 22 janvier 1999, le tribunal correctionnel de Bobigny le condamne à vingt ans de réclusion criminelle en traduction du jugement canadien,. 
Il va alors travailler sans relâche pour écrire ses mémoires et obtenir réparation. Il se rebelle et fait à 5 reprises des grèves de la faim. « Il gagne un procès en diffamation intenté par Michel Charasse en novembre 2004 » sur la base d'une interview publiée dans Le Parisien le 24 avril 2003,.
Le 26 mai 2005, il est libéré sous conditions par la justice française. Il vit alors à Boulogne-sur-Mer où il travaille comme veilleur de nuit. En mai 2006, la justice reconnaît l'erreur judiciaire de sa condamnation comme trafiquant.

## Œuvres
- L'Aviseur, Éditions Michel Lafon, 2003
- Marc Fievet et Olivier-Jourdan Roulot, Dans la peau d'un narco, HUGOdoc, 2007
- Gibraltar, Éditions Michel Lafon, 2013
- Marc Fievet et Olivier-Jourdan Roulot, Infiltré - Au cœur de la mafia, HUGOdoc, 2013

## Filmographie
- Gibraltar, film de 2013 de Julien Leclercq avec Gilles Lellouche dans le rôle de Marc Duval, personnage inspiré par le parcours de Marc Fievet.